# Piduń
Piduń (niem. Schuttschenofen) – wieś w Polsce położona w województwie warmińsko-mazurskim, w powiecie szczycieńskim, w gminie Jedwabno. W latach 1975−1998 miejscowość administracyjnie należała do województwa olsztyńskiego.
Przez wieś przebiega droga wojewódzka nr 508.

## Historia
Piduń założono 2 lipca 1755 r. jako wieś szkatułową. W miejscowości tej istniała smolarnia. Do 1945 r. Piduń nosił nazwę Schuttschenofen, to znaczy Szucki Piec. Wskazuje to na związek z Szucią. Aby nie doprowadzić do pożaru całej wsi wszelkie smolarnie tworzono w pewnej odległości. Z czasem smolarnie przekształciły się w drobne osiedla, zamieszkiwane przez smolarzy i ich rodziny, a potem stawały się samodzielnymi wsiami. Tak też było w przypadku Szuci i Pidunia. 
Obecna nazwa Pidunia wzięła się do nazwiska jednego z pierwszych mieszkańców wsi – Piduna. Została ona wymieniona jako druga, po Schuttschenofen, nazwa w spisie urzędowym z 1820 r. Spis ten to jedyny dokument sprzed 1945 r., który podaje nazwę Piduń. 
Według spisu urzędowego z 1756 r. we wsi mieszkało 6 smolarzy. W 1782 r. Piduń posiadał 20 chałup. Dane z 1785 r. mówią o 25 chłopach szkatułowych, między innymi o sołtysie Danielu Bastecku. Oprócz tego w Piduniu mieszkało jeszcze 7 zagrodników i 5 robotników dniówkowych. Wieś posiadała wówczas 110 łanów, 16 mórg i 14 prętów magdeburskich ziemi. Dokument z 1834 r. wylicza 54 łany, 3 morgi i 52 pręty oleckie. 
Szkołę w Piduniu założono podczas panowania Fryderyka Wilhelma III. W 1858 r. wieś posiadała 29 chałup. W 1885 r. liczba mieszkańców wynosiła 281.